# 2019 рік в історії ЛГБТ

## Події

### Січень
1 січня
- Одностатеві шлюби стали легальними в Австрії.[1]
- Набуває чинності закон, що забороняє конверсійну терапію щодо неповнолітніх в американському штаті Нью-Гемпшир.[2]
- У Швеції вступає в дію закон про заборону мови ненависті, заснованої на "трансгендерній ідентичності чи її вираженні".[3]
- У Німеччині набуває чинності закон, що дозволяє варіант третьої статі ("різноманітний") в офіційних документах.[4]
- У Нью-Йорку набуває чинності закон, що дозволяє змінити на законодавчому рівні стать без медичних чи психологічних вимог, а також третій гендерний варіант ("X") у свідоцтвах про народження.[5]

23 січня
- Ангола декриміналізує гомосексуальність.[6]

25 січня
- Губернатор штату Нью-Йорк Ендрю Куомо підписує законопроєкт про заборону використання конверсійної терапії неповнолітніми. Закон набирає чинності негайно, Нью-Йорк став 15 штатом де цей метод є забороненим.[7]

### Лютий
- Нью-Джерсі став другим штатом у США, який вимагає від державних шкіл викладання ЛГБТ культури та історії.

15 лютого
- Міністр охорони здоров'я Німеччини Єнс Шпан закликає заборонити конверсійну терапію.[8]

17 лютого
- Французький парламент голосує за те, щоб замінити словосполучення "мати" та "батько" в офіційних шкільних формах термінами "батько 1" та "батько 2". Прихильники законодавства кажуть, що його метою є гарантувати рівне ставлення до учнів з батьками одієї статі.[9]

19 лютого
- Одностатевий шлюб стає законним у мексиканському штаті Нуево-Леон після одностайної постанови Національного Верховного Суду, яка скасувала заборону держави на такі шлюби як неконституційні.[10]

### Березень
8 березня
- Євангельська церква Аугсбургської конфесії в Австрії дозволила благословляти одностатеві шлюби.[11]

16 березня
- Євангельська церква гельветского сповідання в Австрії дозволила благословляти одностатеві шлюби.[12]

23 березня
- Євангельсько-лютеранська церква у Вюртемберзі дозволила благословляти одностатеві союзи в християнських церквах.[13]

28 березня
- Губернатор Пуерто-Рико Рікардо Росселло видає розпорядження про заборону фахівцям з психічного здоров'я пропонувати конверсійну терапію для підлітків.[14]

### Квітень
- Верховний суд Мадраса видав урядове розпорядження про заборону операцій зі зміни статі на інтерсексуальних підлітках та дітях.[15]

### Травень
15 травня
- Євангельсько-лютеранська церква Ганновера дозволила благословляти одностатеві шлюби.[16]

22 травня
- Євангельська церква Пфальца дозволила благословляти одностатеві шлюби.[17][18]

24 травня
- Одностатевий шлюб стає законним на Тайвані.[19][20]

### Червень
2 червня
- Сан-Марино конституційно забороняє дискримінацію за ознакою сексуальної орієнтації. Закон пройшов на референдумі з 71,46% голосами.[21]

7 червня
- Декриміналізація гомосексуальності пройшла в нижній палаті Бутану.[22]

11 червня
- Вищий суд Ботсвани одноголосно декриміналізував гомосексуальність.[23]

12 червня
- Вищий суд Еквадору дозволив одностатевим шлюбам ухвалювати важливі рішення.[24]

13 червня
- Верховний федеральний суд Бразилії з більшістю 8 з 11 суддів висловився за те, щоб злочини гомофобії та трансфобії були подібними до расизму.[25]

14 червня
- Німецька реформована церква Ліппе дозволила благословляти одностатеві шлюби.[26]

21 червня
- Після отримання законопроєкту Royal Assent , що прирівнюється до віку згоди в Канаді, набув чинності.[27]

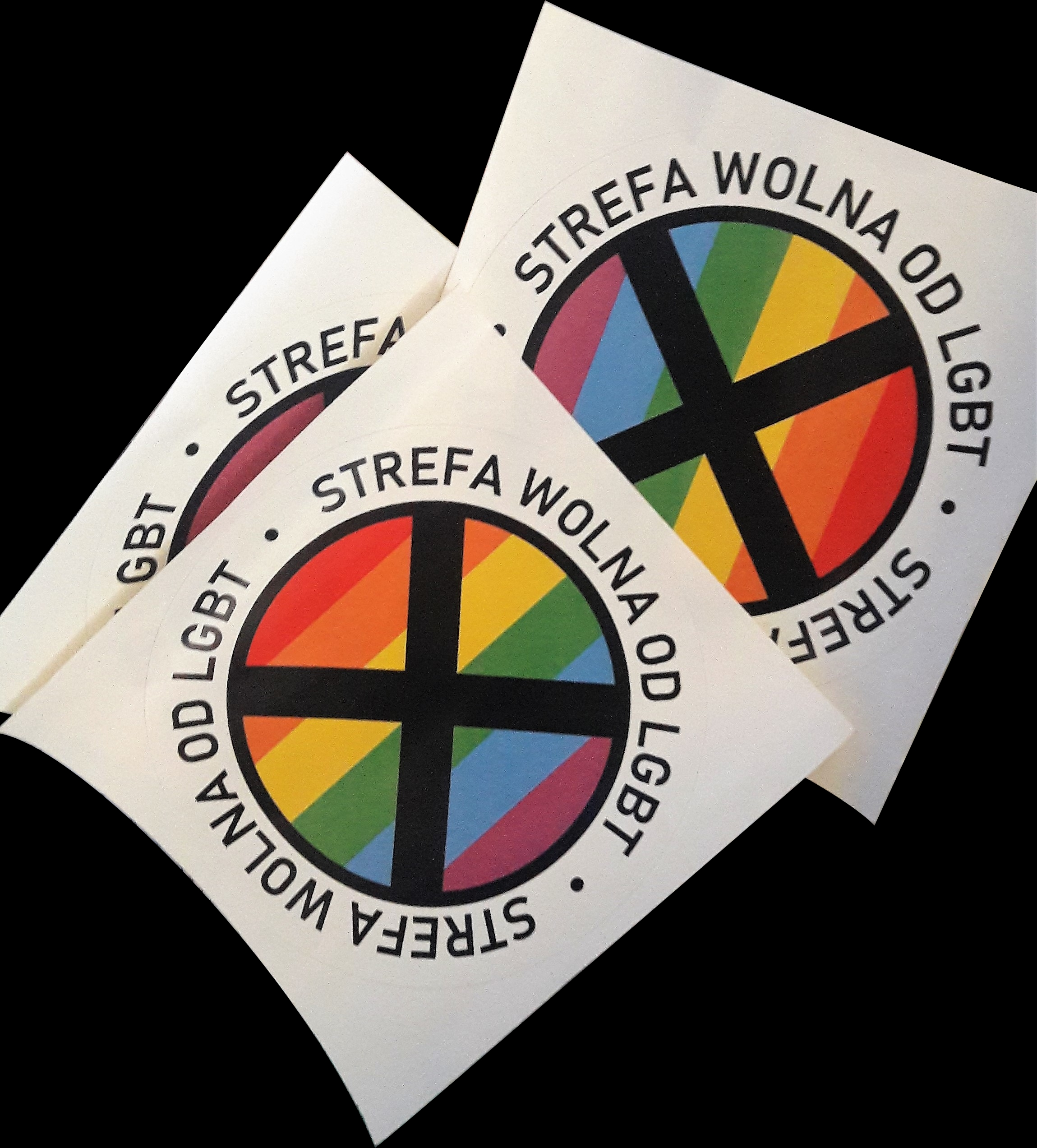
Наклейки LGBT Free Zone, що розповсюджуються газетою Gazeta Polska в Польщі

### Липень
3 липня
- Конференція методистів Великої Британії проголосувала 247 голосами проти 48, щоб дозволити одностатеві шлюби у методистських церквах Великої Британії.[28]

9 липня
- У Палаті громад Великої Британії депутати переважною більшістю проголосували за законопроєкт 383-73 про продовження одностатевого шлюбу в Північній Ірландії. Ця стаття вимагатиме підзаконного законодавства, і вона набуде чинності лише в тому випадку, якщо до 21 жовтня не буде сформована перетворена Асамблея Північної Ірландії.[29]

25 липня
- Польський, Варшавський районний суд зобов’язав припинити розповсюдження наклейок без зони ЛГБТ до вирішення судової справи. Однак редактор Gazeta Polska відхилив постанову, сказавши, що це "фальшиві новини" та цензура, і що газета продовжить розповсюдження наклейок. Gazeta продовжувала розповсюджувати наклейки, але змінивши напис, на "Зону без ідеології ЛГБТ".[30] Gazeta continued distribution of the stickers, but modified the decal to read "LGBT Ideology-Free Zone".[31]

### Серпень
8 серпня
- Євангельська реформована церква кантону Цюриха дозволила розірвати одностатеві шлюби.[32]

29 серпня
- Швейцарська реформована церква дозволила благословляти одностатеві шлюби.[33]

### Вересень
18 вересня
- Реформована Церква Ааргау дозволила благословляти одностатеві шлюби.[34]

20 вересня
- Євангелічно-лютеранська церква на півночі Німеччини дозволила благословляти одностатеві шлюби.[35]

### Жовтень
22 жовтня
- Законодавство про визнання одностатевих шлюбів у Північній Ірландії було прийнято депутатами в Вестмінстері, Північної Ірландії.[36][37][38]